# 密毛微孔草
密毛微孔草（学名：Microula hispidissima）是紫草科微孔草属的植物，为中国的特有植物。分布在中国大陆的西藏等地，生长于海拔3,600米的地区，见于高山草地，目前尚未由人工引种栽培。